# Diadelia griseata
Diadelia griseata là một loài bọ cánh cứng trong họ Cerambycidae.